# 1956年性罪行法令
《1956年性罪行法令》（英語：Sexual Offences Act 1956；4 & 5 Eliz.2 c.69）是英國的國會法令之一，自1957年至2004年間，該法令一直是英格蘭刑法中，針對性犯罪的條文。至2004年5月1日，隨著《2003年性罪行法令》正式生效，該法令大部份條文被廢除，僅保留第33至37條，其中於2003年增補的第33A條是為針對妓院而設。
雖然其他條文已被廢除，但有關條文仍對在條文廢除前所發生的性罪行繼續有效。

## 後繼法令
- 《1959年街道罪行法令（英语：Street Offences Act 1959）》
- 《1985年性罪行法令（英语：Sexual Offences Act）》
- 《2003年性罪行法令》

## 外部連結
- 現行條文（第33－36條）（页面存档备份，存于）
- 第33A條（2003年法案第55條）（页面存档备份，存于）
- 完整條文（2004年5月1日以前）（页面存档备份，存于）